# Chuyến bay 961 của Ethiopian Airlines
Chuyến bay 961 của Ethiopian Airlines là một chuyến bay thường lệ phục vụ tuyến bay  Addis Ababa–Nairobi–Brazzaville–Lagos–Abidjan.  Vào ngày 23 tháng 11 năm 1996, chiếc máy bay phục vụ chuyến bay là chiếc Boeing 767-200ER, bị không tặc trên đường từ  Addis Ababa đến Nairobi   bởi ba người Ethiopia đang xin làm  tị nạn ở Australia.  Chiếc máy bay rơi xuống Ấn Độ Dương gần Grande Comore, Quần đảo Comoros, do cạn kiệt nhiên liệu; 125 trong số 175 hành khách và phi hành đoàn trên tàu đã chết, cùng với những kẻ không tặc. Thành công duy nhất (một phần) của một chiếc máy bay này là một trong hai máy bay trong lịch sử đáp xuống mặt biển, trước đó là Chuyến bay 6 của Pan Am vào năm 1956.